# Forandringsparathed
Ordet forandringsparathed bruges meget i moderne managementsprog, hvor det betegner de ansattes beredthed på at gennemføre forandringer. Når ordet får så stor udbredelse i nutiden skyldes det formentlig virksomhedernes øgede behov for at kunne omstille produktion og serviceydelser med meget kort varsel. Dette behov er fremkaldt af globaliseringen, altså af den åbne og direkte konkurrence mellem virksomheder i vidt forskellige lande.
Med det høje lønniveau i Danmark bliver det en væsentlig konkurrenceparameter at kunne levere de helt rigtige varer og tjenesteydelser til aftalt tid og i en konkurrencedygtig kvalitet. Her er det, at virksomhederne får behov for at have ansatte, der evner og er villige til at omstille sig til nye vilkår.
Det kan muligvis diskuteres, om forandringsparathed er et nyt behov hos virksomhederne. Ligeledes kan man tvivle på, at det skulle være noget problem at få folk med på at omstille produktion og service. Givet er det dog, at omstillingsparathed kræver en høj grad af selvstændighed og ansvarlighed hos medarbejderne, samtidig med at det stiller store krav til ledelsen om demokratisk sindelag og adfærd.